# Zespół Terminologii Informatycznej Rady Języka Polskiego
Zespół Terminologii Informatycznej Rady Języka Polskiego – jeden z najstarszych zespołów Rady Języka Polskiego przy Prezydium PAN. Pierwsze posiedzenie tego zespołu (wówczas noszącego nazwę Komisja Terminologii Nauk Informatycznych, później Komisja Terminologii Informatycznej) odbyło się 21 października 2001 r. W roku 2012 nastąpiła zmiana nazwy na Zespół Terminologii Informatycznej.

## Zadania
Zgodnie z regulaminem (cytowanym niżej dosłownie) do zadań Zespołu należy przede wszystkim:
- analiza i ocena stanu aktualnie używanej polskiej terminologii informatycznej,
- proponowanie polskich terminów informatycznych,
- propagowanie poprawnej polskiej terminologii informatycznej,
- troska o poprawne i precyzyjne posługiwanie się terminologią informatyczną i doskonalenie sprawności w tym zakresie,
- sporządzanie dla Rady opinii na temat różnego typu wypowiedzi oraz wyjaśnianie wątpliwości dotyczących używania terminologii informatycznej,
- pełnienie funkcji pośrednika między Radą a instytucjami naukowymi, wydawniczymi oraz stowarzyszeniami w sprawach dotyczących terminologii informatycznej.

## Działalność
W Komunikatach RJP (tylko częściowo dostępnych na witrynie Rady) i w sprawozdaniach Rady znajdują się następujące informacje na ten temat:
- ekspertyza dla I Urzędu Skarbowego w Bielsku-Białej dotycząca zakresu wiedzy potrzebnej do napisania programu komputerowego[4],
- opinia na temat tłumaczenia angielskich wyrażeń proprietary, know-how, gif, jpeg, chip, chat[5][6],
- przeprowadzenia ankiety badającej rozumienie wyrażenia i/lub[7],
- nawiązanie współpracy grupą inicjatywną[8] planującą opracować internetowy słownik informatyczny[a][9][10] w listopadzie 2003,
- sformułowanie opinii na temat wyrazów:
  - archiwizacja[11],
  - bazodanowy[12],
  - inicjalizacja, inicjacja[13],
  - wirtualny[14],
  - Linux[15],
  - debugging[16],
  - wsad[17],
  - Unicode, unikod[18]
  - widget[19]
- komentarz do uchwały Rady Języka Polskiego nr 2 dotyczącej nazw witryn komputerowych[20],
- pomoc w działaniach Rady upowszechniających przepis Ustawy o języku polskim poświęcony obowiązkowi używania polszczyzny na etykietach i opisach towarów (akcja Na etykietach – po polsku)[21]
- odpowiedź na skargę dotyczącą komunikatów w języku angielskim z serwerów polskich instytucji państwowych[22],
- opinia w sprawie używania polskich znaków w nazwach dziedzin internetowych[23],
- opinia w sprawie używania polskich znaków w aplikacjach instalowanych w telefonicznych aparatach komórkowych[23],
- dyskusja nad stworzeniem portalu – platformy referencyjnej w zakresie terminologii informatycznej[b][23].
- sformułowanie opinii na temat tłumaczenia terminu affective computing w 2013 roku[24].

Patrz także Polszczyzna sterowana komputerowo. „Komunikaty Rady Języka Polskiego przy Prezydium Polskiej Akademii Nauk”. 2 (9), s. 16–17, 2001..

## Członkowie
Na pierwszym posiedzeniu Komisji 21 października 2001 roku ukonstytuowało się na prezydium w składzie: przewodniczący prof. Andrzej Blikle, wiceprzewodniczący prof. Leonard Bolc i dr inż. Marek Średniawa, a Komisja liczyła 9 osób.Skład Komisji w latach 2001–2007 był trudny do ustalenia.
Kadencja członków Zespołu (początkowo Komisji) wynosi 2 lata, przy czym wielu członków pełni tę funkcję przez kilka kadencji. Skład osobowy jest podany poniżej:
- prof. dr hab. Andrzej Blikle, kadencje 2001-2022 – przewodniczący, członek RJP
- prof. dr hab. Leonard Bolc, kadencje od 2001-2013- wiceprzewodniczący do 2011
- prof. dr hab. Wojciech Cellary, kadencje 2008-2022
- dr Piotr Chrząstowski, kadencje 2008-2022
- mgr inż. Borys Czerniejewski, kadencje 2008-2022
- dr Jarosław Deminet, kadencje 2008-2022
- mgr Andrzej Dyżewski, kadencja 2019-2022 – sekretarz
- mgr inż Piotr Fuglewicz, kadencje 2008-2022
- prof. dr hab. inż. Krzysztof Goczyła, kadencja 2019-2022
- dr hab. Włodzimierz Gruszczyński, kadencja 2001-2002 – zrezygnował[d][29]
- dr inż. Wacław Iszkowski, kadencja 2019-2022[28]
- dr hab. Małgorzata Marciniak[30], kadencja 2019–2022
- dr hab. Agnieszka Mykowiecka[31], kadencja 2019–2022
- dr Piotr Rychlik[32], kadencja 2019–2022
- dr Witold Staniszkis, kadencje 2008–2022
- dr inż. Marek Średniawa[26], kadencje 2001–2022 – wiceprzewodniczący od 2001